# Colònia de Sant Jordi
Colònia de Sant Jordi (kastilisch Colonia de San Jorge, deutsch Kolonie des Heiligen Georg) ist ein Küstenort in der Gemeinde Ses Salines im Süden der spanischen Baleareninsel Mallorca. Der ehemalige Fischerort entwickelte sich durch die in der Nähe liegenden Strände von es Trenc, es Dolç, es Carbó und es Roquetes zu einem stark frequentierten Ferienort mit 2917 Einwohnern (2010).

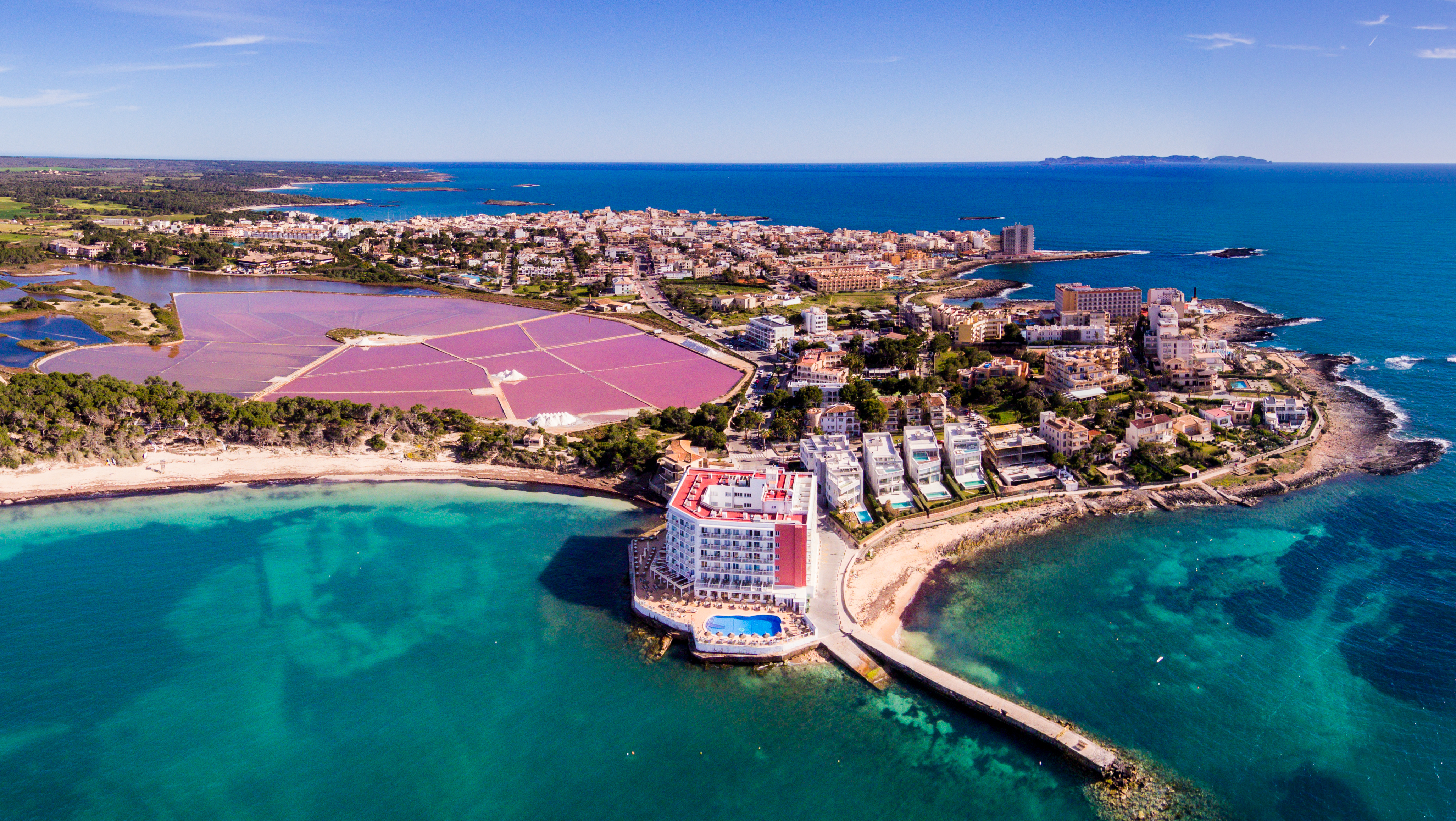
Colonia de Sant Jorge mit angrenzenden Salinen

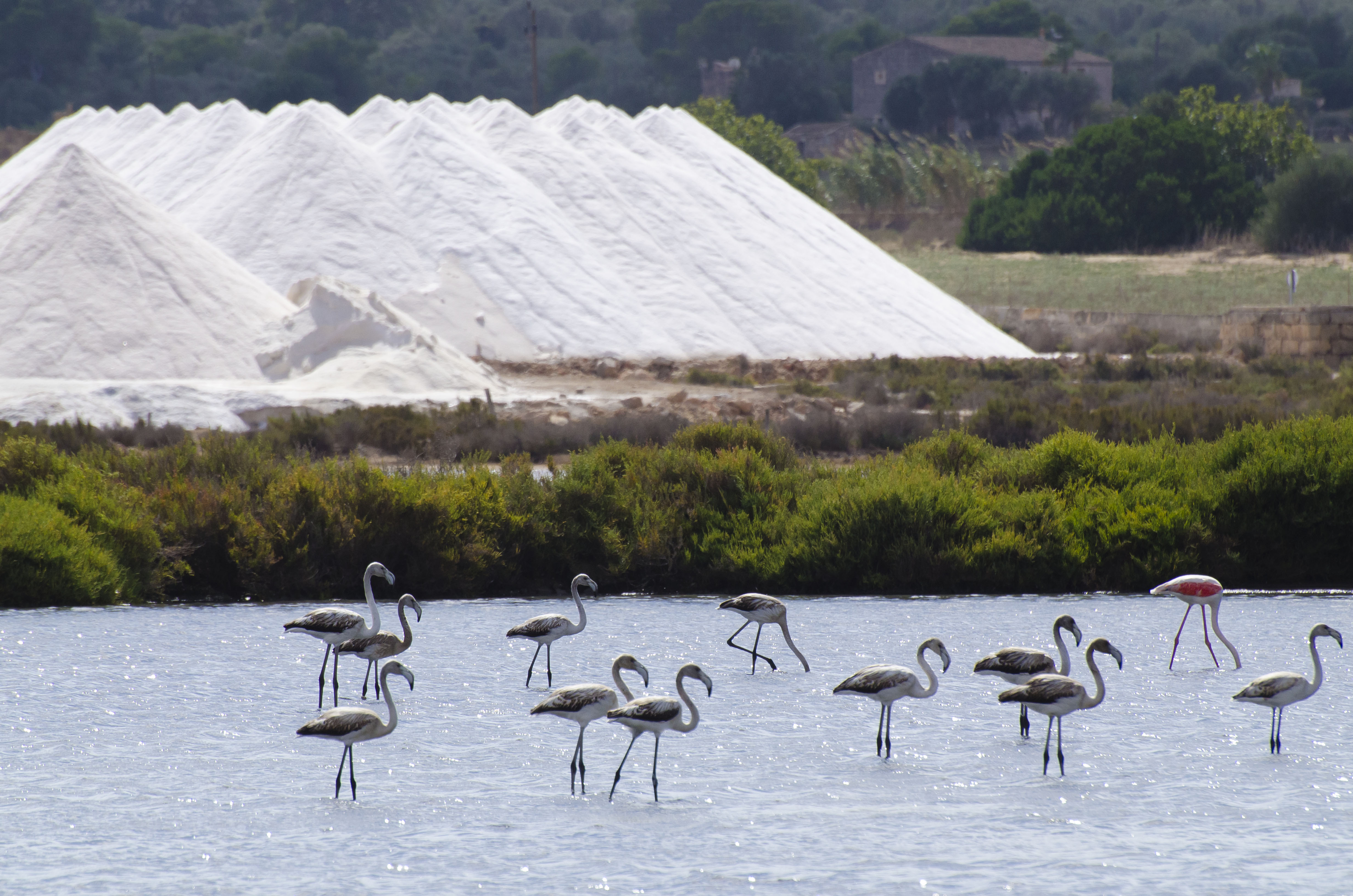
Rosaflamingos in den Salinen

## Geschichte
Megalithdenkmäler weisen darauf hin, dass die Region um Colónia de Sant Jordí schon in der Bronzezeit besiedelt war. Auf dem vorgelagerten Inselchen Na Guardis und Na Moltona unterhielten im 4. Jahrhundert v. Chr. die Phönizier Stützpunkte.
Die Salinen von Sa Vall und Colònia de Sant Jordi sind die ältesten Mallorcas.
Die Keimzelle des Ortes liegt an der Plaça de sa Torre, an der man im 16. Jahrhundert einen Wachturm zur Abwehr von Piraten errichtete. Die eigentliche Ortsgründung geht auf Ende des 19. Jahrhunderts zurück, als auf Gesuch des Adligen Marqués del Palmer sich Bauern ansiedelten, die auf den umliegenden Feldern Getreide und Gemüse anbauten. Als weitere Einnahmequellen dienten Fischfang und die Salzgewinnung. 1894 belief sich die Bevölkerung auf 100 Einwohner.
An den Wachturm erinnert heute nichts mehr, wohl aber an Marqués del Palmer, nach dem an der Platja Estanys ein in den 1960er Jahren erbautes großes Touristenhotel benannt ist (heute Universal Hotel Marqués). Mit mehreren in der Nachbarschaft befindlichen Luxushotels wird zunehmend auf gehobenen Tourismus gesetzt.

## Salinen von Llevant
An den nördlichen Ortsrand von Colònia de Sant Jordi grenzen die Salzfelder der Salines de Llevant. In den Salinen wird seit 2000 Jahren Salz gewonnen. Seit 2017 ist ein Teil des angrenzenden Gebiets als Naturschutzgebiet ausgewiesen (Parc Natural es Trenc –  Salobrar de Campos). Im Winter können dort u. a. Rosaflamingos gesichtet werden.

## Kultur
Das Sommerfest in Colònia de Sant Jordi findet am ersten Samstag und Sonntag im August statt. Der Wochenmarkt öffnet mittwochs am Nachmittag.

## Küstenwanderwege
Östlich von der Hafenpromenade beginnt ein Küstenpfad zu den Stränden s'Dolç und ses Roquetes, von dort kommt man über Cala en Tugores und Platja des Caragol zum Far des Cap de ses Salines. Unterwegs stehen zehn von den Franquisten während des Spanischen Bürgerkriegs errichtete Bunker.
Vom nördlichen Ortsrand kann entlang der Salinen zum Strand Es Trenc gewandert werden.

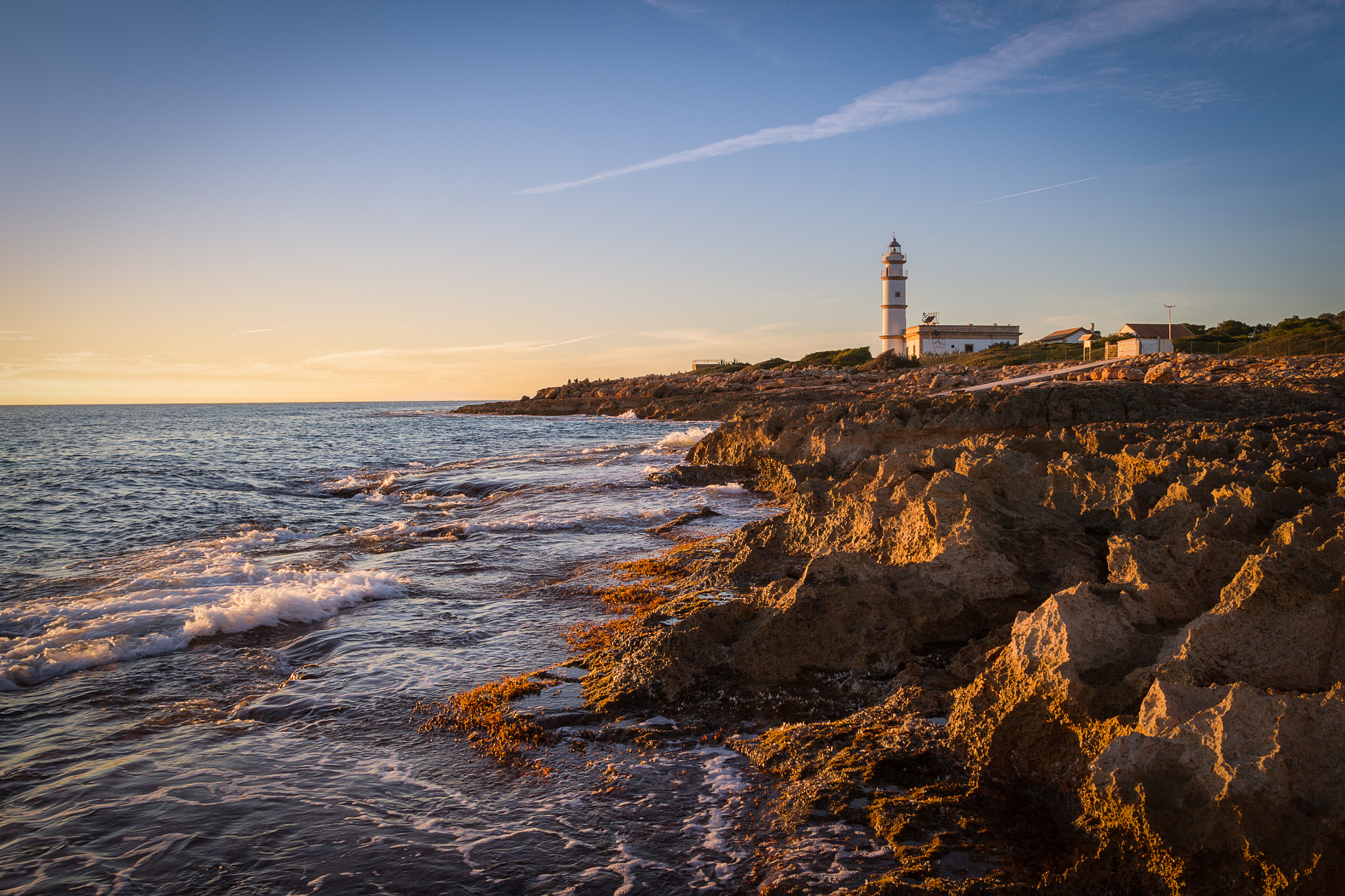
Leuchtturm am Cap des ses Salines

## Ausflug nach Cabrera
In Colònia de Sant Jordi befindet sich das Informationszentrum des Nationalparks Archipiélago de Cabrera (siehe auch: Sehenswürdigkeiten von Ses Salines). Im Sommerhalbjahr werden vom Sport- und Fischereihafen aus Bootsausflüge nach Cabrera angeboten. Auf der autofreien Insel sind mehrere Wanderwege ausgewiesen.